# Félix Ier
Pour les articles homonymes, voir Saint Félix.
Félix Ier est, selon l'Église catholique, le 26e pape et évêque de Rome du 5 janvier 269 à sa mort le 30 décembre 274. Il succède à Denys, mort le 26 décembre 268.
Il est célébré liturgiquement par l'Église catholique le 30 décembre. Son martyr relève de la légende.

## Biographie et pontificat
Félix naît à Rome. Selon le Liber Pontificalis, il est le fils de Costanzo. Félix est choisi pour être pape le 5 janvier 269, à la suite de Denys, décédé le 26 décembre 268.
Félix exerce son pontificat sous le règne de l'empereur romain Aurélien, qui supprime la liberté de culte pour les chrétiens, ordonnant de les persécuter. Félix envoie Révérien d'Autun, évêque d'Autun, et ses disciples pour évangéliser le pays Éduens en Gaule celtique.
Félix commence à faire ensevelir les martyrs sous les autels et institue ainsi la coutume de célébrer la messe sur leurs tombeaux.
Félix est l'auteur d'une importante lettre dogmatique sur l'unité de la personne du Christ. Il reçoit l'aide de l'empereur Aurélien pour régler un différend théologique entre l'anti-trinitaire Paul de Samosate, qui a été privé en 269 de l'évêché d'Antioche pour hérésie par un concile d'évêques et le nouvel évêque orthodoxe Domnus. Lorsque Félix succède à Denys, le rapport du concile d'Antioche parvient à Rome. Paul refuse de céder ; en 272, Aurélien est invité à départager les rivaux. Il ordonne que le bâtiment de l'église soit confié à l'évêque « reconnu par les évêques d'Italie et de la ville de Rome » ,, attribuant les biens immobiliers de l'église d'Antioche à ceux qui sont en communion avec l'église de Rome. 
Il rédige une lettre à Maxime d'Alexandrie, patriarche d'Alexandrie, où il scelle la doctrine christologique, affirmant que la divinité et l'humanité de Jésus-Christ sont deux natures distinctes en une même personne. Cette lettre est lue lors du concile d'Éphèse en 431. Elle parle des doctrines de la Trinité et de l'incarnation, s'opposant à Paul de Samosate. Le texte de cette lettre fut ensuite interpolé par les disciples d'Apollinaire de Laodicée dans l'intérêt de leur secte.

## Mort et vénération
Les actes du concile d'Éphèse donnent le pape Félix pour martyr ; mais cette information, qui revient dans la biographie du pape dans le Liber Pontificalis, n'est étayée par aucune preuve antérieure authentique et est manifestement dû à une confusion de noms avec un martyr romain du même nom enterré sur la Via Aurelia et sur la tombe duquel une église a été construite. Le Liber Pontificalis déclare que Félix a érigé une basilique sur la Via Aurelia et qu'il y a été enterré. Ce dernier détail est de toute évidence une erreur, car le calendrier romain des fêtes du IVe siècle dit que le pape Félix a été enterré dans la crypte des Papes de  la catacombe de Saint-Calixte sur la voie Appienne. Dans le Catalogus Liberianus ou calendrier des fêtes, le nom de Félix apparaît dans la liste des évêques romains (Depositio episcoporum), et non dans celle des martyrs. Sa pierre tombale n'a jamais été retrouvée.
Félix est enterré le 30 décembre 274, III Kal. Jan. (troisième jour des calendes de janvier) dans le système de datation romain. Saint Félix Ier est mentionné comme pape et martyr, avec une fête simple, le 30 mai. Cette date, donnée dans le Liber Pontificalis comme celle de sa mort est probablement une erreur qui pourrait facilement se produire par un transcripteur écrivant « Jun » pour « janvier ». Cette erreur a persisté dans le calendrier liturgique romain jusqu'en 1969, date à laquelle la mention de Saint Félix Ier a été réduite à une commémoration lors de la messe en semaine par décision du pape Pie XII. Par la suite, la fête de saint Félix Ier, qui n'est plus mentionnée dans le calendrier liturgique romain, est célébrée le jour de sa véritable mort, le 30 décembre, et sans la qualification de « martyr ».
Son nom n'apparaît plus dans le calendrier romain général et sa mémoire est commémorée, le jour de sa mort, c'est-à-dire le 30 décembre,, sans le titre de martyr.
De nombreuses églises italiennes portent le nom du pape San Felice Ier ; il est également le saint patron de plusieurs localités.

## Erreurs biographiques
La version française du Liber Pontificalis souligne plusieurs anomalies et probables confusions, de nom, concernant le récit de la vie du pape Félix Ier.
La notice concernant Félix dans le Liber Pontificalis lui attribue un décret selon lequel des messes devraient être célébrées sur les tombeaux des martyrs (Hic constituit supra memorias martyrum missas celebrare). L'auteur de cette information fait évidemment allusion à la coutume de célébrer la messe en privé sur les autels proches ou au-dessus des tombeaux des martyrs dans les cryptes des catacombes (missa ad corpus). Cette pratique, encore en vigueur à la fin du IVe siècle, doit son origine aux services solennels de commémoration des martyrs, célébrés sur leurs tombeaux le jour anniversaire de leur mort, dès le IIIe siècle, tandis que la célébration solennelle, qui avait toujours lieu dans les basiliques construites sur les catacombes, remonte au XVIIIe siècle, époque à laquelle sont construites les grandes basiliques des cimetières romains. Félix n'a probablement pas émis un tel décret, mais le rédacteur du Liber Pontificalis le lui a attribué parce qu'il ne s'écarte pas de la coutume en vigueur à son époque.
Selon des études plus récentes, les livres liturgiques les plus anciens indiquent que le saint honoré le 30 mai était un martyr peu connu, enterré sur la via Aurelia, qui a été identifié par erreur avec le pape Félix Ier, une erreur similaire à l'identification dans le livres liturgiques du saint martyr célébré le 30 juillet avec l'antipape Félix II, corrigés au milieu des années 1950.